# ナーキ・ウェルズ
ナーキ・ウェルズ (Nahki Michael Wells，1990年6月1日 - ) は、バミューダ諸島・ハミルトン出身のサッカー選手。ポジションはFW。ブリストル・シティFC所属。

## 経歴

### クラブ
2011年6月、ブラッドフォード・シティAFCのトライアル試験をうけ、合格する。2012年3月9日に正式に1年契約を結んだ。
2014年1月10日、4年半契約でハダースフィールド・タウンFCに移籍した。1年目はクラブ内トップとなる14ゴールを記録。
2017年8月31日、バーンリーFCと3年契約を交わした。バーンリーではほとんどチャンスを与えられなかったが、後に移籍については後悔はしていないと語った。
2018年8月23日、クイーンズ・パーク・レンジャーズFCにレンタル移籍。
2020年1月30日、ブリストル・シティFCと3年半契約を結んだ。